# Johann Philipp Bettendorff
Johann Philipp Bettendorff SJ (* 25. August 1625 in Lintgen; † 5. August 1698 in Belém) war ein luxemburgischer römisch-katholischer Theologe, Missionar, Chronist und Maler.

## Leben und Tätigkeit
Bettendorff  stammt aus einer wohlhabenden Familie und studierte am Jesuitenkolleg in Luxemburg, an der Universität Trier  und Recht an der Universität Cuneo in Italien. Im November 1647, mit 22 Jahren, trat er in Tournai als Novize in den Orden der Jesuiten  ein und wurde zuerst in den spanischen Niederlanden eingesetzt. Er studierte Theologie in Douai (Frankreich). Er sprach Deutsch, Französisch, Italienisch, Niederländisch, Spanisch und Latein.
1659 wurde er zum Priester geweiht und noch im selben Jahr für die Mission im Estado do Grão-Pará e Maranhão, heute der Bundesstaat Maranhão, vorgesehen. Am 20. Januar 1661 kam er in São Luís do Maranhão an. Nach einer Eingewöhnungsphase wurde er an die Mündung des Rio Tapajós geschickt, um dort eine Kolonie zu gründen (Siedlung Santarém) und die Kolonisten und die Ureinwohner zu betreuen. Er stieg in weiterer Folge zu Ämtern auf. 1684 kam es in Brasilien zu erheblichen Widerständen  gegen die Jesuiten und Bettendorff wurde zurück nach Lissabon geschickt, wo er im Oktober 1684 anlangte. Während seines Aufenthalts in Lissabon veröffentlichte er zwei Werke im Zusammenhang mit der Missionsarbeit im Amazonas. Am 3. August 1688 kehrt er nach Brasilien zurück und wurde wieder als Rektor des Kollegiums von São Luís eingesetzt. 1693 sorgte er für die Neuverteilung der Kolonien zwischen den im Amazonasgebiet ansässigen religiösen Orden. In seinen letzten Lebensjahren arbeitete er als Chronist im Auftrag des Jesuitenordens. Noch bevor er die Chronik (Chronica da missão dos padres da Companhia de Jesus no Estado do Maranhão) vollenden konnte, starb er am 5. August 1698.

## Künstlerische Tätigkeit

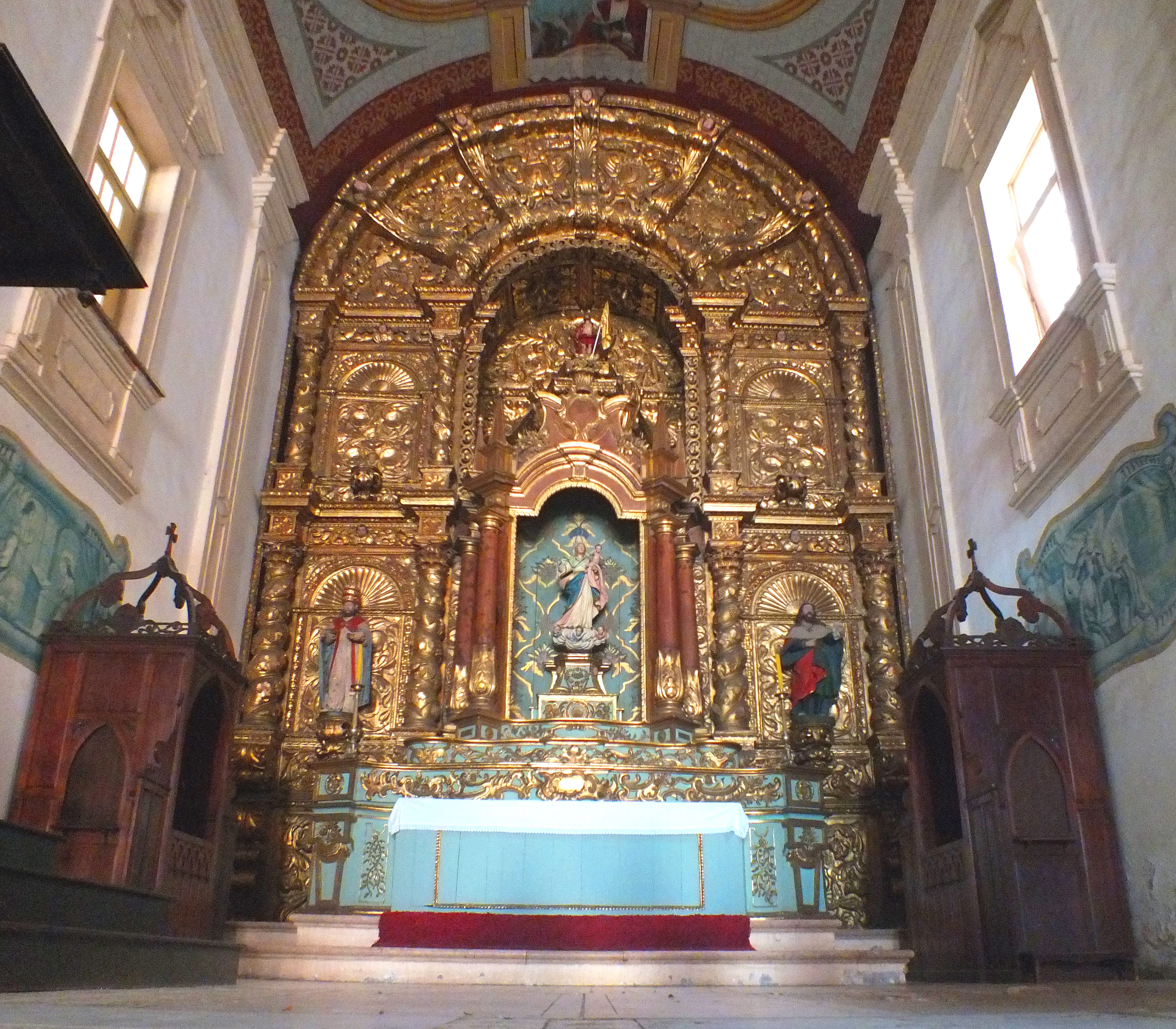
Hauptaltar der Kirche São Luís

Zwischen 1661 und 1695 war Jean-Philippe Bettendorff im Rahmen seiner Missionstätigkeit auch für den Bau und die malerische Ausschmückung von Kirchen im Amazonasgebiet verantwortlich. Er fertigte mehrere Altarbilder an. Besonders bekannt ist der Hauptaltar der Kirche São Luís, der von ihm entworfen und vom Bildhauer Manuel Manços ausgeführt wurde.

## Siedlung Santarém
Ab 1659 siedelten sich portugiesische Jesuiten an der Mündung des Rio Tapajós an. Hier mündet der Rio Tapajós in den Amazonas und wurde die Siedlung Santarém erbaut. Als Gründer gilt Johann Philipp Bettendorf.

## Ehrungen
- In Lintgen gibt es zur Erinnerung an ihn die Rue Père Bettendorff.
- Eine Verdienstmedaille der Gemeinde Santarém ist nach ihm benannt (Medaille Pe. João Felipe Bettendorf).
- Im September 2022 wurde bekannt, dass das ihm zu Ehren errichtete Denkmal in der Stadt Santarém entfernt werden soll.[6]

## Trivia
Bettendorff wird die erste wissenschaftliche Beschreibung der Guaraná-Pflanze zugeschrieben. Er förderte den Kakaoanbau und -export in Brasilien.

## Biografische Literatur
- Bodo Bost: Johann Philipp Bettendorf SJ (1625–1698) aus Lintgen, Brasilien-Missionar und „Global Player“ : Ein Sonderforschungsprojekt der Universität Mainz gibt neue Auskunft über die Rolle Luxemburger Jesuiten des 17./18. Jahrhunderts beim Missionswerk in der Neuen Welt, Heimat und Mission, Jg. 79 (2005), Nr. 7/8/9, 7. August 2005, S. 21ff.
- Bodo Bost: Johann Philipp Bettendorf S.J. (1625–1698) : „erster Jesuitenmissionar am Oberlauf des Amazonas“, Hémecht Jg. 57 (2005), Heft 1, S. 55 ff.
- Bodo Bost, Johann Philipp Bettendorf SJ (1625–1698) : der aus Lingten gebürtige Missionspionier gilt als Entdecker der Guaranápflanze und Gründer der Stadt Santarém in Brasilien, Die Warte, 57 (2005), Nr. 2.
- Bodo Bost: Ein Hort der Mythen und Freiheitsbewegungen: Jean Soublin beschreibt in seinem Geschichtsroman über den Amazonas die Geschichte aus der Sicht der Indios und „Caboclos“ : auf den Spuren des Luxemburger Jesuiten Johann Philipp Bettendorf, Die Warte 58 (2006), Nr. 8, S. 5.
- Georges Hausemer: Luxemburger Lexikon, Luxemburg 2008, Éditions Guy Binsfeld, ISBN 978-2-87954-156-3, S. 48.
- Volker Jaeckel: Von Alterität, Anthropophagie und Missionierung: der Einfluss der Jesuiten auf die kulturelle Identität Brasiliens in der Kolonialzeit (1549–1711) , Stuttgart 2007, ibidem-Verlag.
- Hartmut Fröschle (Hrsg.): Siedlung und Leistung der Deutschen in Brasilien. Internationaler Arbeitskreis für Kolonialwissenschaftliche Forschung, Windhoek, Gelnhausen 2008, ISBN 99916-793-7-5.